# Albert Frederik Hendrik Buining
Albert Frederik Hendrik Buining foi um botânico neerlandês, nascido em Groninga (pt) ou Groningen (pt-BR) em 25 de agosto de 1901 e falecido em 9 de maio de 1976. 
Abreviatura oficial e lista de nomes de plantas e fungos atribuídos a Albert Frederik Hendrik Buining no The International Plant Names Index (IPNI) (em inglês).